# Ranoidea elkeae
A Ranoidea elkeae a kétéltűek (Amphibia) osztályának békák (Anura) rendjébe, a Pelodryadidae családba, azon belül a Ranoidea alcsaládba tartozó faj.

## Előfordulása
A faj Indonézia endemikus faja, az ország Papua tartományában él. Természetes élőhelye a szubtrópusi vagy trópusi nedves síkvidéki erdők, mocsarak, lepusztult erdők.